# Mirmecofilia

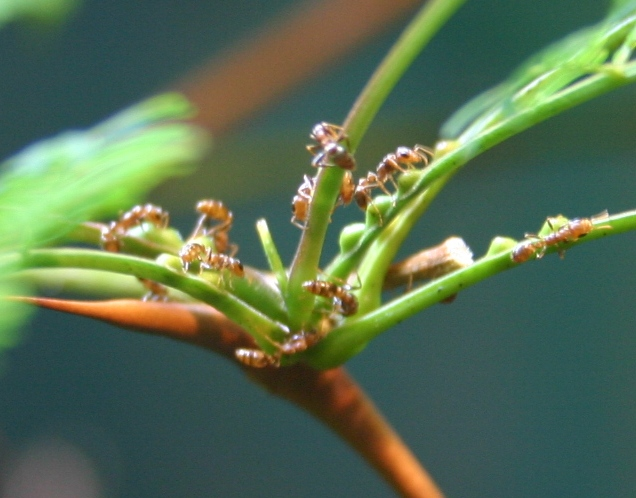
Colonia di Pseudomyrmex ferrugineus su Acacia sp.

Mirmecofilia è un termine che indica un rapporto di simbiosi, di commensalismo o di parassitismo con una comunità di formiche.
Il termine può riferirsi a una varietà di forme di vita quali piante, artropodi e altri organismi.
Numerose evidenze suggeriscono che l'evoluzione delle interazioni mirmecofile abbia contribuito al successo ecologico delle formiche, offrendo loro un vantaggio competitivo rispetto agli altri predatori invertebrati.

## Piante mirmecofile
Sono stati descritti oltre un centinaio di generi di piante mirmecofile (o mirmecofite).
Tra i più noti ci sono
Acacia (Fabaceae),
Cecropia (Urticaceae),
Macaranga (Euphorbiaceae),
Myristica (Myristicaceae),
Myrmecodia (Rubiaceae),
Myrmecophila (Orchidaceae),
Nepenthes (Nepenthaceae),
Ochroma (Bombacaceae),
Platycerium (Polypodiaceae).

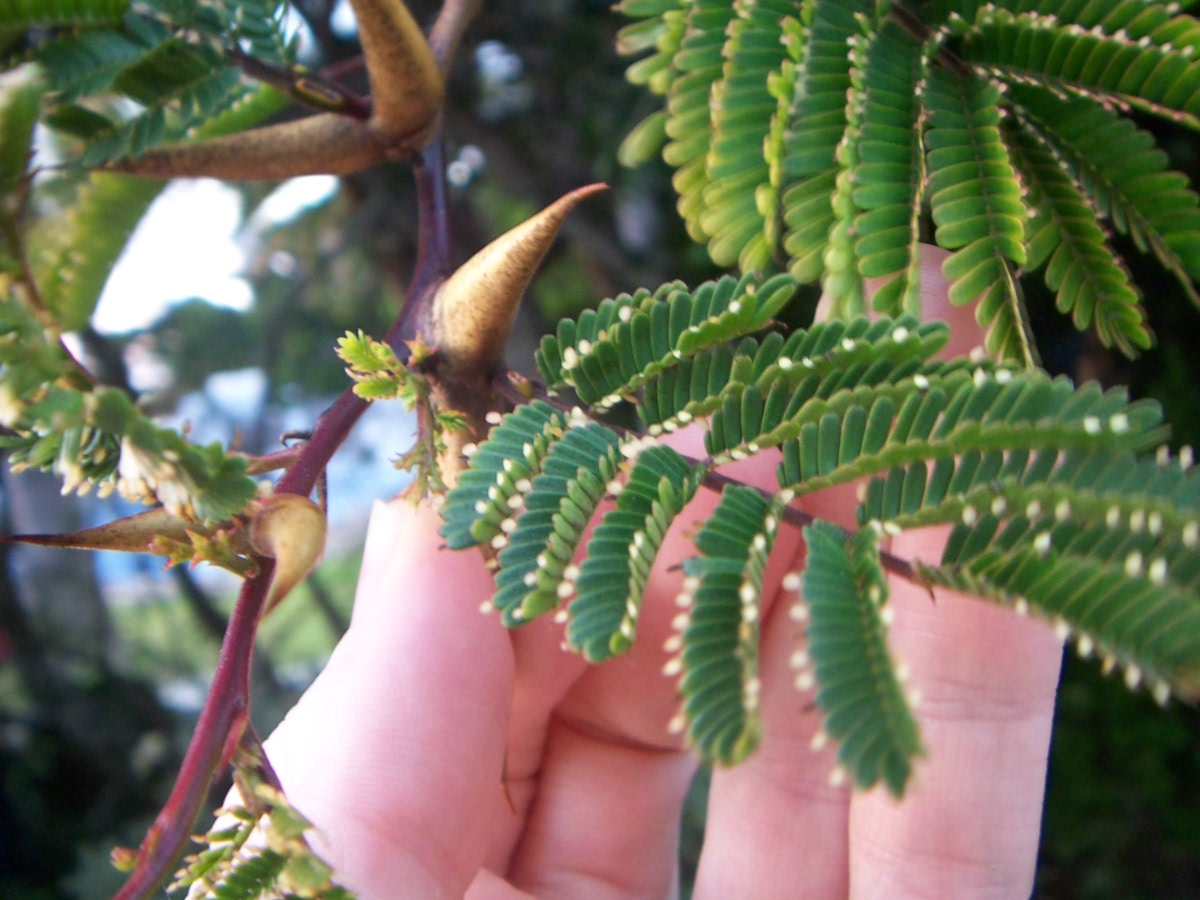
Stipole spinose di Acacia cornigera. Sull'apice delle foglie sono visibili i corpi nutritivi del Belt.

Le piante mirmecofile posseggono diversi adattamenti strutturali che forniscono riparo e nutrimento alle formiche.
 Alcune di esse hanno delle particolari strutture cave, le domazie, nelle quali ospitano le colonie di insetti. In alcune specie, per esempio Acacia cornigera, queste cavità si trovano all'interno di grandi stipole spinose, in altre, p.es. Cecropia pachystachya, all'interno degli internodi del fusto; esistono poi piante come le epifite Myrmecodia e Hydnophytum (Rubiaceae), che posseggono voluminose strutture tuberose, solcate da complessi sistemi di gallerie, dei veri e propri formicai.

Le foglie di alcune mirmecofite producono dei corpuscoli nutritivi, ricchi di materiale lipo-proteico che fungono da nutrimento per le formiche; altre hanno delle strutture ghiandolari specializzate, i nettàri extrafiorali, posti sulle foglie, i fusti o i giovani ramoscelli, in grado di produrre nettare per il nutrimento degli insetti.

Le formiche ricambiano questi servizi garantendo protezione dagli insetti fitofagi, concimando la pianta con i loro escrementi, e in taluni casi contribuendo alla impollinazione e alla dispersione dei semi. È quindi evidente che le piante hanno trovato soluzioni per farsi aiutare in modo perfettamente adeguato per ogni situazione, le formiche non solo aiutano le piante in diversi ostacoli in cui una pianta può trovarsi, essendo vivente, ma vengono "spinte" dalla pianta stessa ad agire in quanto quest'ultima fornisce non solo come detto prima ripari ma secernendo nettare extrafiorale.Sotto la facciata di un idillico rapporto di reciproco beneficio sembrerebbe nascondersi, al contrario, una turpe storia di manipolazione e inganno, che vedrebbe le acacie, ad esempio, nell'impopolare veste di cattive. Il nettare extrafiorale che la pianta produce, è liquido zuccherino molto energetico: in esso si trovano centinaia di altri composti chimici, frai quali molti alcaloidi e amminoacidi non proteico come l'acido y-amminobitirrico (GABA), la taurina e la beta-alanina, solo per citarne alcuni. Tali sostanze svolgono un'importante funzione di controllo sul sistema nervoso degli animali, regolandone l'eccitabilità neuronale e, quindi, il comportamento. [Plant Revolution, libro di Stefano Mancuso]

## Artropodi mirmecofili

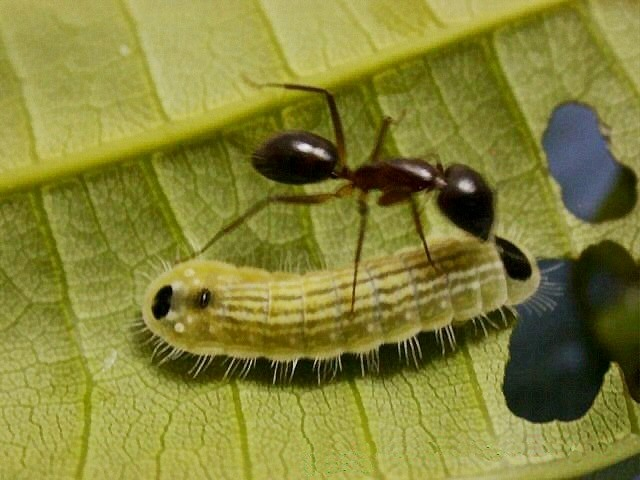
Interazione tra una formica e un bruco di Lycaenidae.

La maggior parte delle associazioni tra artropodi e formiche sono opportunistiche, non specifiche e facoltative, il che significa che entrambe le specie possono sopravvivere anche senza l'interazione; esistono comunque anche casi di mutualismo o parassitismo obbligato, in cui gli artropodi, almeno in una fase del loro ciclo vitale, dipendono dalle formiche per la loro sopravvivenza. Le associazioni obbligate mostrano una elevata specificità, coinvolgendo una singola specie o più specie di uno stesso genere di formiche.

### Esapodi
Una associazione mirmecofila ben nota è quella dei Lepidotteri della famiglia Lycaenidae. La maggior parte dei lepidotteri di questa famiglia contraggono associazioni, di tipo mutualistico o parassitario, obbligate o facoltative, con varie specie di formiche. Sia i bruchi che le pupe di questi lepidotteri utilizzano complessi segnali chimici o acustici per condizionare il comportamento delle formiche, ricevendone protezione contro i parassiti e i predatori.
Le larve posseggono delle strutture ghiandolari che secernono sostanze simili ai feromoni delle larve di formiche, in grado di condizionare il comportamento delle formiche limitandone l'aggressività e quindi inducendole alla tolleranza nei confronti dell'ospite. Alcune specie sono inoltre dotate di particolari strutture in grado di emettere segnali chimici che richiamano le formiche; ciò avviene in genere quando la larva è molestata da parassiti o predatori. In quasi tutte le Lycaeninae esiste infine una struttura ghiandolare specializzata, il cosiddetto nettario dorsale, che produce sostanze nutritive gradite alle formiche, contribuendo in maniera decisiva alla relazione mutualistica.
Associazioni mutualistiche, nelle quali le specie mirmecofile forniscono ricompense alle formiche in cambio di protezione da parassiti e predatori, sono state descritte anche nei Rincoti Omotteri, in particolare tra le specie delle famiglie Aphididae, Membracidae, Micrococcidae, Pseudococcidae. Tutte queste specie producono una secrezione zuccherina, la melata, molto apprezzata dalle formiche per le quali rappresenta una fonte di cibo altamente energetico; queste ricambiano favorendo la diffusione degli omotteri da una pianta all'altra e proteggendoli dai loro predatori. Comportamenti mirmecofili sono stati osservati anche in alcune famiglie di Rincoti Eterotteri (Miridae, Schizopteridae), ma le esatte modalità di queste relazioni sono ancora poco conosciute.

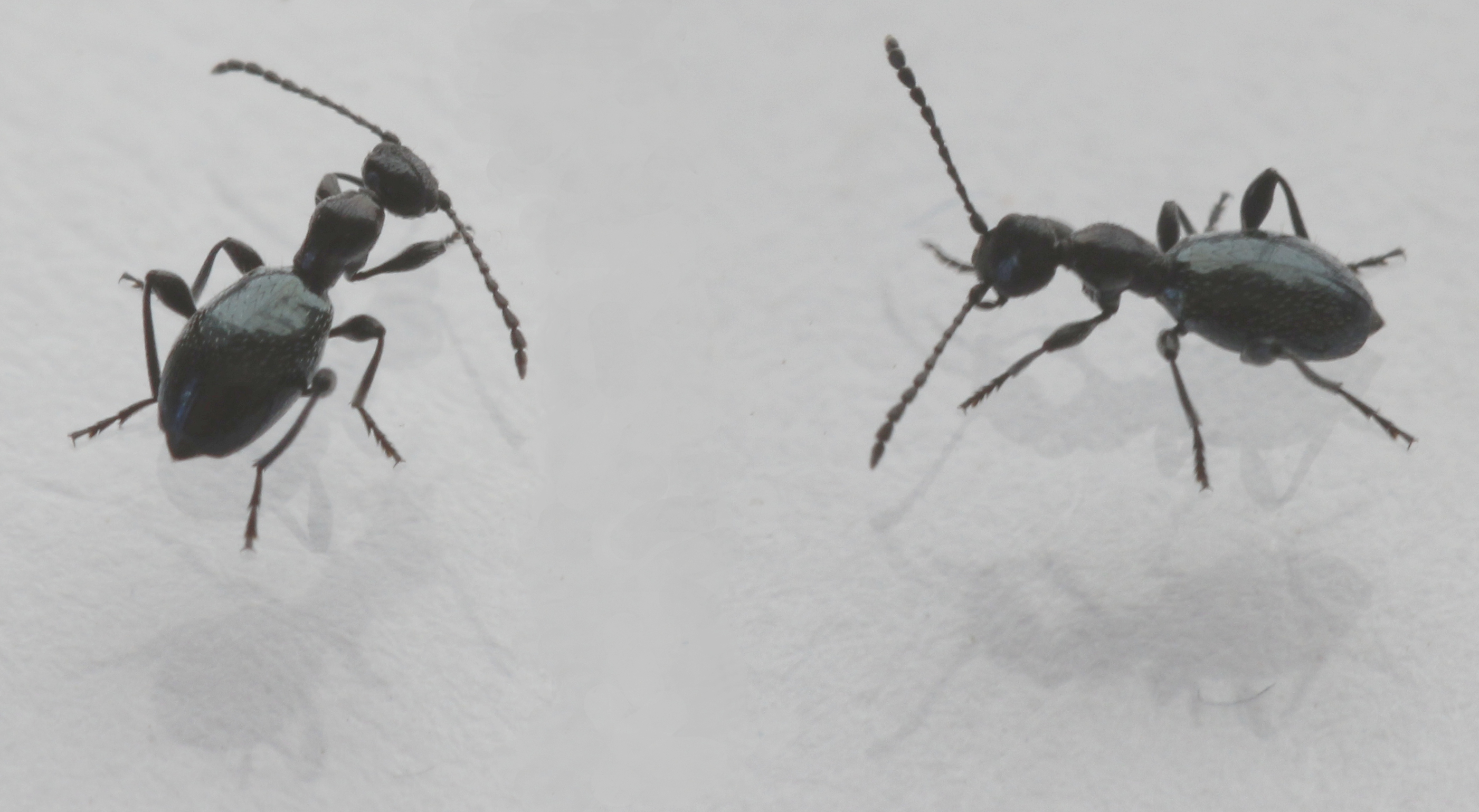
I coleotteri mirmecofili della famiglia Anthicidae mimano in maniera sorprendente l'aspetto delle formiche (mirmecomorfismo).

Tra i Coleotteri sono presenti numerosi organismi mirmecofili, che rappresentano l'intera gamma delle possibili interazioni.
Per esempio tra le coccinelle è noto il caso di Thalassa saginata, le cui larve hanno una relazione obbligata specie-specifica con le colonie di Dolichoderus bidens (Dolichoderinae). Le larve di questi coccinellidi possiedono delle ghiandole che secernono sostanze attrattive per le formiche ed inoltre i composti della loro cuticola assomigliano a quelli delle larve delle formiche; ciò facilita la loro integrazione nella colonia e induce le formiche a proteggerle da parassiti e predatori. Interazioni mirmecofile meno complesse sono note anche per gli adulti di altre specie di coccinellidi, che condividono con le formiche abitudini afidofaghe.

Interazioni mirmecofile basate su semplice commensalismo o predazione di larve e uova si osservano invece in numerose altre famiglie di coleotteri quali Anthicidae, che si distinguono per un aspetto sorprendentemente simile a quello delle formiche stesse (mirmecomorfismo), Brentidae, che si sviluppano spesso in alberi attaccati da formiche del genere Camponotus, Scarabaeidae (p. es. Cremastocheilus spp.), Histeridae (Haeterius spp., Sternocoelis spp., Satrapes spp., Mesynodites spp., Paratropus spp.), Carabidae, Lucanidae, Leiodidae, Hydrophilidae, Passalidae, Ochodaeidae, Elateridae, Lycidae, Dermestidae, Ptinidae, Nitidulidae, Monotomidae, Phalacridae, Cerylonidae, Endomychidae, Colydiidae, Tenebrionidae, Cerambycidae, Curculionidae, Chrysomelidae, Ptiliidae, Pselaphidae e Staphylinidae.
Esempi di mirmecofilia si hanno anche tra i Ditteri delle famiglie Stratiomyidae, Syrphidae, Scatopsidae, Mythicomyiidae, Phoridae, Milichiidae, tra gli Ortotteri della famiglia Myrmecophilidae e tra i Tisanuri delle famiglie Ateluridae (p.es. Atelura formicaria, Proatelurina pseudolepisma) e Lepismatidae (p.es. Tricholepisma aurea).
Associazioni mirmecofile sono state osservate inoltre anche tra i Collemboli (Cyphoderidae).

### Aracnidi

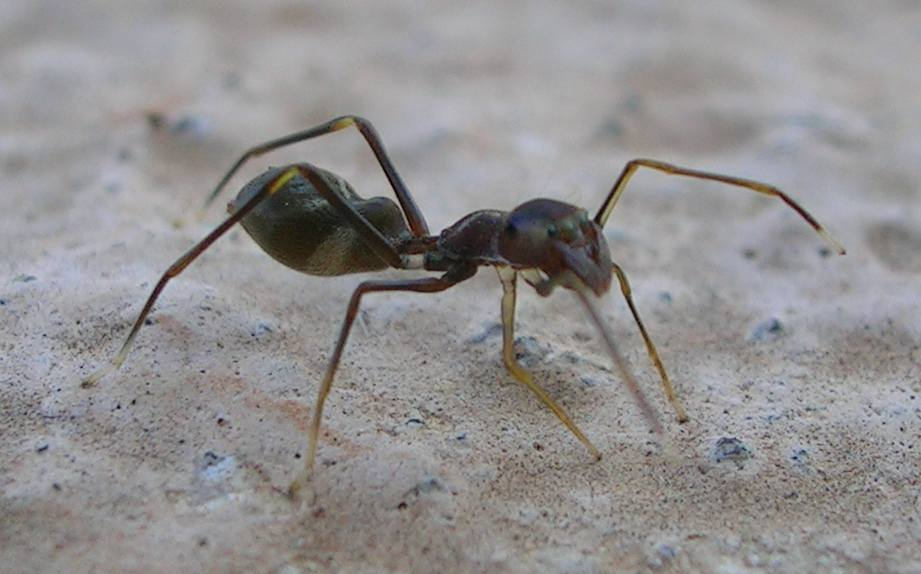
Nei ragni della famiglia Salticidae la mirmecofilia si associa spesso al mirmecomorfismo.

Esistono numerosi esempi di mirmecofilia anche tra gli Aracnidi, anche se la esatta natura delle interazioni è stata studiata solo in poche specie. La presenza di alcune specie all'interno dei formicai sembra essere occasionale, mentre in altre specie si hanno più chiari rapporti di commensalismo; il ciclo vitale di alcune specie infine si svolge interamente all'interno dei formicai.

In alcune specie la mirmecofilia si associa al mirmecomorfismo, una forma di mimetismo caratterizzata da adattamenti morfologici che portano ad una marcata somiglianza con le formiche. Va precisato che non tutte le specie mirmecomorfe sono necessariamente mirmecofile.
Specie mirmecofile si trovano in almeno 12 differenti famiglie di ragni:
- Corinnidae (Attacobius attarum, Attacobius luederwaldti, Falconina gracilis, Otacilia komurai, Phrurolithus festivus, Phrurolithus minimus, Phruronellus formica, Septentrinna bicalcarata)
- Ctenizidae (Bothriocyrtum spp.)
- Dictynidae (Circurina robusta, Mastigusa arietina)
- Dysderidae (Harpactea hombergi)
- Gnaphosidae (Cesonia bilineata, Eilica puno)
- Linyphiidae (Acartauchenius scurrilis, Scotinotylus formicarius, Grammonota pictilis, Masoncus pogonophilus, Thyreosthenius biovatus, Diastanillus pecuarius, Pseudomaro aenigmaticus, Syedra myrmicarum)
- Lycosidae (Aulonia albimana, Pirata spiniger)
- Mysmenidae (Brucharachne ecitophila)
- Oonopidae (Dysderina principalis, Gamasomorpha maschwitzi, Gamasomorpha wasmanniae, Opopaea concolor)
- Salticidae (Cotinusa spp., Cosmophasis bitaeniata, Myrmarachne foenisex, Phintella piatensis)
- Theridiidae (Dipoena spp., Eidmannella pallida)
- Zodariidae (Zodarium frenatum).

Le interazioni tra ragni e formiche possono essere di varia natura. Per esempio, il ragno mirmecofilo Masoncus pogonophilus vive come commensale all'interno delle colonie di Pogonomyrmex badius (Myrmicinae), predando piccoli collemboli ed altri microinvertebrati simbionti; l'impatto di tale interazione sull'equilibrio ecologico del formicaio è trascurabile. Un'altra specie mirmecofila, Gamasomorpha maschwitzi, ospite delle colonie di formiche migratrici Leptogenys distinguenda (Ponerinae), si comporta da cleptoparassita nutrendosi di insetti catturati dagli ospiti. Il corinnide Attacobius attarum parassita le colonie di Atta sexdens (Myrmicinae) nutrendosi delle larve dell'ospite.

I ragni mirmecofili sfruttano meccanismi di integrazione nelle colonie di formiche analoghi a quelli osservati in alcune specie di insetti, riuscendo ad acquisire il loro stesso odore grazie ad adattamenti della composizione degli idrocarburi della loro cuticola. Oltre al mimetismo chimico vengono messe in atto anche altri adattamenti comportamentali, che simulando i comportamenti delle formiche, riducono la loro aggressività nei confronti dell'intruso.
Oltreché nei ragni la mirmecofilia è presente anche in alcune specie di acari oribatidi.

### Crostacei

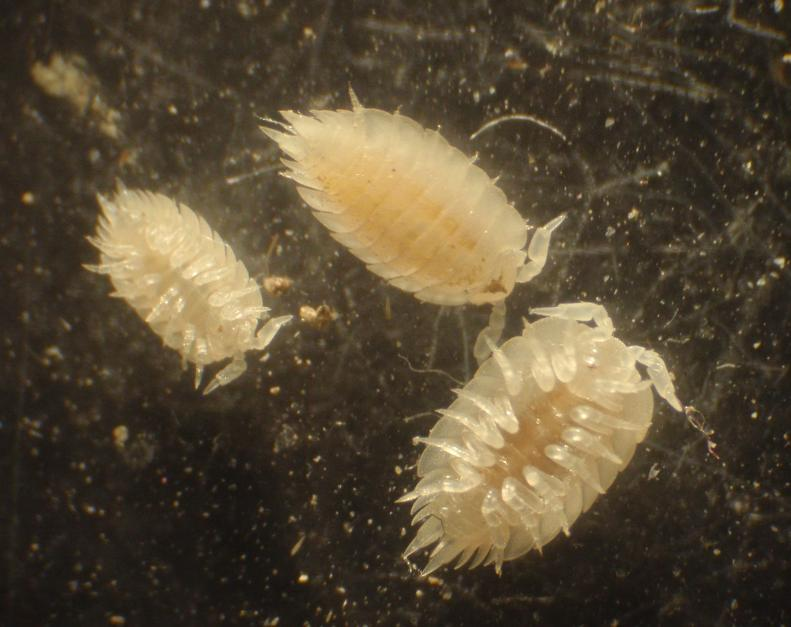
Platyarthrus hoffmannseggii

Associazioni mirmecofile sono state descritte anche tra i crostacei, in particolare tra gli isopodi oniscidi della famiglia Platyarthridae (p.es. Platyarthrus hoffmannseggii, P.schoblii), i cui membri sono stati trovati all'interno dei formicai di numerose specie appartenenti a differenti generi. Questi oniscidi sono dei veri e propri spazzini dei formicai, nutrendosi dei residui organici delle formiche, ma non disdegnano occasionalmente di nutrirsi anche della melata degli afidi, in un rapporto di commensalismo con le formiche.
Oltreché nel genere Platyarthrus specie mirmecofile sono state descritte anche in Alloschizidium (Armadillidiidae), Exalloniscus (Oniscidae), Porcellionides (Porcellionidae) e Nagurus (Trachelipodidae).

## Molluschi mirmecofili
Un caso di mirmecofilia è stato descritto anche tra i Molluschi: il gasteropode Allopeas myrmekophilos (Achatinidae) compie il suo ciclo vitale all'interno delle colonie di Leptogenys distinguenda, una specie di formiche nomadi della sottofamiglia Ponerinae. La integrazione nella colonia, favorita dalla secrezione da parte del gasteropode di sostanze schiumose attrattive, è tale che durante la migrazione della colonia da un sito di riproduzione all'altro, le formiche operaie si fanno carico del trasporto di questo piccolo mollusco al pari di quanto avviene con le proprie larve.